# Resolución 242 del Consejo de Seguridad de las Naciones Unidas
La resolución 242 del Consejo de Seguridad de las Naciones Unidas fue aprobada por unanimidad el 22 de noviembre de 1967 como consecuencia de la guerra de los seis días, que había tenido lugar seis meses antes. La resolución fue auspiciada por el embajador británico Hugh Foot, basándose en modificaciones de un proyecto argentino-brasileño, y fue adoptada en el marco del Capítulo VI de la Carta de las Naciones Unidas.
El preámbulo de esta resolución se refiere a la "inadmisibilidad de la adquisición de territorio por medio de la guerra" y a "la necesidad de trabajar por una paz justa y duradera, en la que todos los Estados de la zona puedan vivir con seguridad".
El primer párrafo "afirma que el acatamiento de los principios de la Carta de las Naciones Unidas requiere que se establezca una paz justa y duradera en Oriente Medio, la cual incluya la aplicación de los dos principios siguientes:
(i) Retiro de las fuerzas armadas israelíes de territorios que ocuparon durante el reciente conflicto;
(ii) Terminación de todas las situaciones de beligerancia o alegaciones de su existencia, y respeto y reconocimiento de la soberanía, integridad territorial e independencia política de todos los Estados de la zona y de su derecho a vivir en paz dentro de fronteras seguras y reconocidas y libres de amenazas o actos de fuerza."
La Resolución 242 ha sido una de las más ampliamente aceptadas (aunque discutida en sus alcances) en el marco del conflicto árabe-israelí, y sirvió de base para posteriores negociaciones entre las partes, pues establecía el acuerdo "paz por territorios": retirada de Israel de los territorios ocupados a cambio del reconocimiento por parte de los Estados árabes del derecho de Israel a vivir en paz dentro de sus fronteras reconocidas internacionalmente.De esta manera, la resolución allanó el camino a los tratados de paz entre Israel y Egipto (1979), Jordania (1994), así como los acuerdos con los palestinos de 1993.
El punto sobre la retirada de las fuerzas israelíes ha sido objeto de diferentes interpretaciones debido al distinto significado de las traducciones inglesa y francesa del texto, ambas de igual validez. Mientras que el texto francés menciona la retirada "des territoires occupés" (de los territorios ocupados), el texto inglés cita "of occupied territories" (es decir, "de territorios ocupados"). En español, la traducción incluye el artículo "de los territorios ocupados". Esta discrepancia ha dado lugar a una continua controversia sobre el cumplimiento por parte de Israel de la resolución.

## Texto
- Wikisource contiene obras originales de o sobre Resolución 242 del Consejo de Seguridad de las Naciones Unidas.